# 霍奇猜想
霍奇猜想（英語：Hodge conjecture）是代数几何的一个重大的悬而未决的问题。它是关于非奇异复代数簇的代数拓扑和它由定义子簇的多项式方程所表述的几何的关联的猜想。它在威廉·瓦伦斯·道格拉斯·霍奇著述的一个结果中出现，他在1930至1940年间通过包含额外的结构丰富了德拉姆上同调的表述，这种结构出现于代数簇的情况（但不仅限于这种情况）。